# دی‌استئارات گلیکول
دی‌استئارات گلیکول (به انگلیسی: Glycol distearate) یک ترکیب شیمیایی با شناسه پاب‌کم ۶۱۱۷۴ است. 